# Andreaeobryum macrosporum
Genre
Espèce
Andreaeobryum macrosporum est une espèce de mousse.